# Robert La Follette (1855–1925)
Robert Marion La Follette (ur. 14 czerwca 1855 w Primrose, zm. 18 czerwca 1925 w Waszyngtonie) – amerykański polityk, kandydat na prezydenta w 1924 roku.

## Biografia
Urodził się 14 czerwca 1855 w Primrose. W latach 1875–1879 studiował prawo na Uniwersytecie Wisconsin-Madison. W pierwszej połowie lat 80. XIX wieku pracował w biurze prokuratora okręgowego, wykorzystując swoją elokwencję i umiejętności krasomówcze. W 1885 roku został wybrany do Izby Reprezentantów z ramienia Partii Republikańskiej. Po porażce wyborczej w 1890 roku zakończył urzędowanie w Kongresie i powrócił do praktykowania prawa w Madison. Działalność ta umożliwiła mu zbudowanie poparcia i zapewniła popularność wśród społeczeństwa stanu Wisconsin.
W 1900 roku wygrał wybory na gubernatora, głosząc hasła reformy podatkowej, zwłaszcza wprowadzenia bardziej rygorystycznych podatków od kolei. Trzy lata później wprowadził opodatkowanie koncernów kolejowych, bazujące na ich wartości. W 1905 roku powołał komisję regulującą nowe prawo. Dzięki swoim działaniom zyskał miano jednego z pierwszych progresywistów. Gubernatorem pozostał do 1906 roku, kiedy to zrezygnował ze stanowiska na rzecz wyboru do Senatu.
W 1909 roku założył pismo „La Follete’s”, które początkowo było tygodnikiem, by potem stać się miesięcznikiem. Znacznie później jego nazwa zmieniła się na „The Progressive”. Ze względu na swoją progresywną postawę, sprzeciw wobec taryf celnych i politykę względem firm kolejowych, członkowie reformatorskiego skrzydła Partii Republikańskiej zastanawiali się, czy nie wystawić kandydatury La Follette’a w wyborach prezydenckich w 1912 roku zamiast Williama Tafta. Jednak start Theodore’a Roosevelta z ramienia Partii Postępowej spowodował, że zwolennicy La Follette’a odwrócili się od niego.
W czasie prezydentury Wilsona La Follette ostro sprzeciwiał się I wojnie światowej. W 1916 roku prowadził kampanię na rzecz zorganizowania referendum powszechnego w sprawie dołączenia Stanów Zjednoczonych do wojny. Sprzeciwiał się zbrojeniom morskim i głosował przeciwko deklaracji wojny. W czasach powojennych stał się jednym z głównych krytyków administracji Warrena Hardinga, skupiając się na ujawnieniu skandali korupcyjnych z udziałem jego współpracowników. W wyniku połączenia sił politycznych progresywistów, socjalistów, związkowców i farmerów z Zachodu La Follette założył Partię Postępu, która udzieliła mu nominacji prezydenckiej w wyborach w 1924 roku. Jego program opierał się głównie na upaństwowieniu kolejnictwa, walce z monopolami, obniżeniu taryf celnych i pomocy socjalnej dla rolników. W głosowaniu powszechnym uzyskał niespełna 5 milionów głosów, co stanowiło trzeci wynik wśród kandydatów. W Kolegium Elektorskim zagłosowało na niego 13 elektorów. Zmarł 18 czerwca 1925 roku w Waszyngtonie.

## Życie prywatne
Robert La Follette poślubił swoją szkolną sympatię, Belle Case 31 grudnia 1881 roku. Mieli dwóch synów: Roberta i Philipa.